# Văn hóa Cái Bèo
Văn hóa Cái Bèo có niên đại trước nền văn hóa Hạ Long. Di chỉ Cái Bèo được phát hiện vào năm 1938 trong lần tiến hành thám sát khảo cổ học ven biển khu vực liên quan thuộc vùng vịnh Hạ Long ngày nay. Di chỉ Cái Bèo khai quật được hơn 479 công cụ như chày, bàn nghiền, bàn mài, hòn kê, rìu bôn, đục, chì lưới ... bằng đá cuội. Đồ gốm thô cứng làm từ đất sét và cát hạt khô, bếp, di cốt người; các xương răng động vật, xương thú như lợn rừng, nai, dê núi. Theo các nhà khảo cổ học, di chỉ Cái Bèo thuộc nền văn hóa Hạ Long, bởi phân tích rõ ra là cư dân Cái Bèo cùng với thời gian và xu hướng chuyển cư của người Hòa Bình – Bắc Sơn từ vùng núi xuống biển. Riêng cư dân đảo Cát Bà, trong đó có người cổ Cái Bèo làm nghề đánh cá là chủ yếu.